# شارلوت پرلی
شارلوت پرلی (انگلیسی: Charlotte Perrelli؛ زادهٔ ۷ اکتبر ۱۹۷۴) یک موسیقی‌دان اهل سوئد است. وی از سال ۱۹۸۷ میلادی تاکنون مشغول فعالیت بوده‌است.
او در مسابقه آواز یوروویژن ۱۹۹۹ به نمایندگی از سوئد شرکت کرد و برنده مسابقه یوروویژن شد.